# نوريا باريزاس دياز
نوريا باريزاس دياز (مواليد 15 يوليو 1991) هي لاعبة تنس محترفة إسبانية، أعلى تصنيف لها في الفردي كان ال45 في مارس 2022.

## روابط خارجية
- نوريا باريزاس دياز على موقع رابطة محترفات التنس (الإنجليزية)
- نوريا باريزاس دياز على موقع الاتحاد الدولي لكرة المضرب (الإنجليزية)
- نوريا باريزاس دياز على موقع كأس بيلي جين كينغ (الإنجليزية)
- نوريا باريزاس دياز على موقع بطولة ويمبلدون (الإنجليزية)
- نوريا باريزاس دياز على موقع خلاصة التنس.كوم (الإنجليزية)